# Kameroen op de Olympische Zomerspelen 2024
Kameroen nam deel aan de Olympische Zomerspelen 2024 in Parijs.

## Aantal Deelnemers
Hieronder volgt een overzicht van de atleten die zich kwalificeerden voor de Olympische Zomerspelen van 2024.
| Sport       | Mannen | Vrouwen | Totaal |
| ----------- | ------ | ------- | ------ |
| Atletiek    | 1      | 1       | 2      |
| Judo        | 0      | 1       | 1      |
| Tafeltennis | 0      | 1       | 1      |
| Zwemmen     | 1      | 1       | 2      |
| Totaal      | 2      | 4       | 6      |

## Deelnemers en resultaten

### Atletiek

#### Loopnummers
Mannen
| atleet         | onderdeel | voorronde | voorronde | series  | series | herkansingen | herkansingen | halve finale | halve finale | finale         | finale         |
| atleet         | onderdeel | tijd      | rang      | tijd    | rang   | tijd         | rang         | tijd         | rang         | tijd           | rang           |
| -------------- | --------- | --------- | --------- | ------- | ------ | ------------ | ------------ | ------------ | ------------ | -------------- | -------------- |
| Emmanuel Eseme | 100 m     | bye       | bye       | 9,98 SB | 2 Q    | n.v.t.       | n.v.t.       | 10,00        | 4            | niet geplaatst | niet geplaatst |

Vrouwen
| atleet         | onderdeel | series   | series | herkansingen | herkansingen | halve finale   | halve finale   | finale         | finale         |
| atleet         | onderdeel | tijd     | rang   | tijd         | rang         | tijd           | rang           | tijd           | rang           |
| -------------- | --------- | -------- | ------ | ------------ | ------------ | -------------- | -------------- | -------------- | -------------- |
| Linda Angounou | 400 m     | 55,69 NR | 8 H    | 55,09 NR     | 8            | niet geplaatst | niet geplaatst | niet geplaatst | niet geplaatst |

### Judo
Vrouwen
| atleet                | onderdeel | eerste ronde         | tweede ronde         | kwartfinale          | halve finale         | herkansing           | finale / BM          | finale / BM    |
| atleet                | onderdeel | tegenstander uitslag | tegenstander uitslag | tegenstander uitslag | tegenstander uitslag | tegenstander uitslag | tegenstander uitslag | rang           |
| --------------------- | --------- | -------------------- | -------------------- | -------------------- | -------------------- | -------------------- | -------------------- | -------------- |
| Richelle Soppi Mbella | +78 kg    | Sone V 00 - 10       | niet geplaatst       | niet geplaatst       | niet geplaatst       | niet geplaatst       | niet geplaatst       | niet geplaatst |

### Tafeltennis
Vrouwen
| atleet        | onderdeel | voorronde            | eerste ronde         | tweede ronde         | derde ronde          | kwartfinale          | halve finale         | finale / BM          | finale / BM    |
| atleet        | onderdeel | tegenstander uitslag | tegenstander uitslag | tegenstander uitslag | tegenstander uitslag | tegenstander uitslag | tegenstander uitslag | tegenstander uitslag | rang           |
| ------------- | --------- | -------------------- | -------------------- | -------------------- | -------------------- | -------------------- | -------------------- | -------------------- | -------------- |
| Sarah Hanffou | enkelspel | Edghill W 4-1        | Cheng I-C V 0 - 4    | niet geplaatst       | niet geplaatst       | niet geplaatst       | niet geplaatst       | niet geplaatst       | niet geplaatst |

### Zwemmen
Mannen
| atleet           | onderdeel        | series  | series | halve finale   | halve finale   | finale         | finale         |
| atleet           | onderdeel        | tijd    | rang   | tijd           | rang           | tijd           | rang           |
| ---------------- | ---------------- | ------- | ------ | -------------- | -------------- | -------------- | -------------- |
| Giorgio Nguichie | 100 m vrije slag | 1.03,42 | 78     | niet geplaatst | niet geplaatst | niet geplaatst | niet geplaatst |

Vrouwen
| atlete                 | onderdeel       | series | series | halve finale   | halve finale   | finale         | finale         |
| atlete                 | onderdeel       | tijd   | rang   | tijd           | rang           | tijd           | rang           |
| ---------------------- | --------------- | ------ | ------ | -------------- | -------------- | -------------- | -------------- |
| Grace Manuela Nguelo'O | 50 m vrije slag | 30,98  | 66     | niet geplaatst | niet geplaatst | niet geplaatst | niet geplaatst |